# Krachttraining
Krachttraining is training met (extra) weerstand om de maximale kracht te vergroten die kan worden uitgeoefend op fysieke objecten. Voor krachtsporters is krachttraining het belangrijkste element van hun training. Krachttraining is te verdelen in algemene krachttraining en (sport)specifieke krachttraining.

## Algemene krachttraining
Algemene krachttraining heeft als doel om het gehele lichaam sterker te maken en is niet gericht op slechts één spiergroep of beweging (functie). Dit kan in verschillende situaties al merkbaar zijn. Zo zal een sterkere rug rugklachten kunnen voorkomen bij mensen die veel zitten, kunnen allerlei blessures bij sporters worden voorkomen, of kan men in het algemeen een sterkere atleet worden. Ook het verbeteren van fitheid en uiterlijke vorm worden in het algemeen als voordelen ervaren. Als echter de nadruk ligt op het verfraaien van het uiterlijk, dan wordt vaker bodybuilding beoefend, waarbij het draait om spiervolume en spiersymmetrie in plaats van effectieve kracht.

## Specifieke krachttraining
Specifieke krachttraining heeft specifieke doelen, zoals verbeterde prestaties in een bepaalde sport of beroep, revalidatie, mobiliteitstraining voor ouderen enzovoort. Deze vorm van krachttraining concentreert zich op een specifieke beweging, aangepast aan de soort kracht die van toepassing is bij het uitvoeren van die beweging. Er wordt hierbij vaak afgeweken van de vrij vaste standaard oefeningen met gewichten.

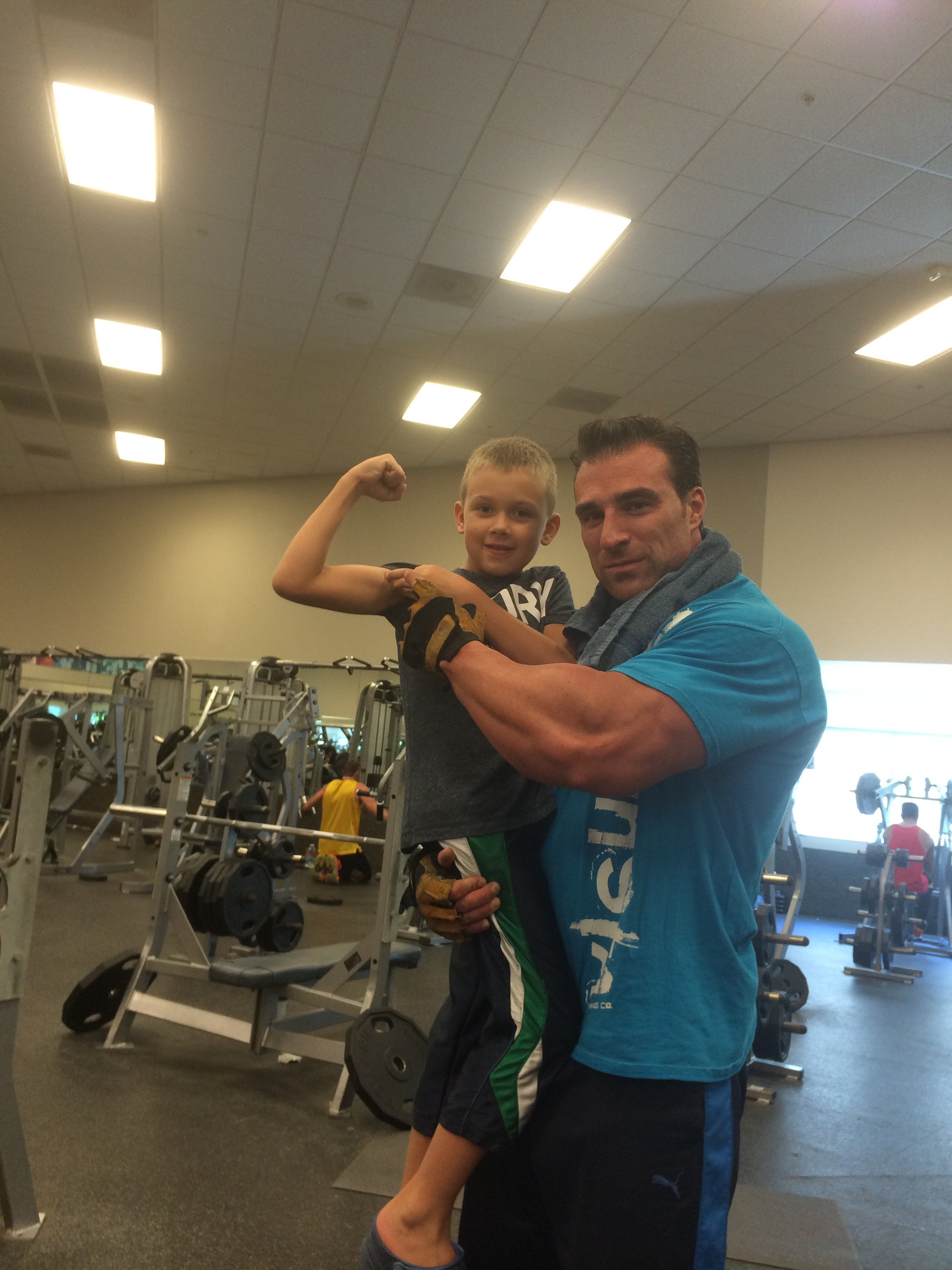
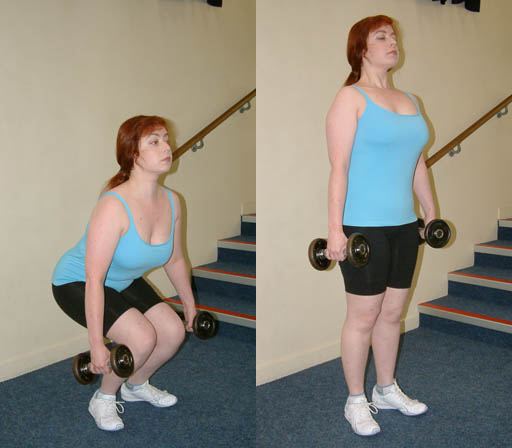
Deadlift

## Oefeningen
Hier een aantal oefeningen die bij krachttraining gebruikt kunnen worden:
- Bankdrukken
- Calf raises
- Deadlift
- Military press
- Optrekken
- Squat
- Sit-ups

## Trainingsschema's binnen krachttraining
Bij krachttraining is het werken met een trainingsschema van groot belang. Een goed opgebouwd schema helpt sporters om gericht te trainen, blessures te voorkomen en geleidelijk sterker te worden. In zo’n schema staat onder andere welke oefeningen gedaan worden, met hoeveel gewicht, hoe vaak (sets en herhalingen), op welke dagen, en met hoeveel rust tussen de sessies.

##### Waarom een schema gebruiken?
Krachttraining zonder plan kan leiden tot stilstand of overbelasting. Een trainingsschema zorgt voor structuur en helpt bij het systematisch opbouwen van spierkracht of spiermassa. Het houdt ook rekening met herstel: spiergroei vindt namelijk niet plaats tijdens de training zelf, maar in de rust daarna.

##### Opbouw en variatie
Een effectief schema houdt rekening met:
- Doel: zoals spiergroei (hypertrofie), maximale kracht, of uithoudingsvermogen.
- Ervaring: beginners trainen vaak anders dan gevorderde sporters.
- Variatie: door regelmatig oefeningen, herhalingen of gewichten aan te passen, blijft het lichaam zich aanpassen.
- Herstelmomenten: voldoende rust tussen de trainingen is essentieel om vooruitgang te boeken.

Trainers en sportprofessionals gebruiken vaak principes zoals progressieve overbelasting (geleidelijk zwaarder trainen) en periodisering (werken in fases met verschillende doelen, zoals kracht of herstel) om een schema effectief te maken.

##### In de praktijk
Voor recreatieve sporters is een schema een manier om motivatie vast te houden en resultaten te boeken. Voor fanatieke sporters en atleten is het juist een onmisbaar hulpmiddel om gericht toe te werken naar piekmomenten, zoals wedstrijden of meetsessies. Ook in revalidatie en preventieve training wordt gebruikgemaakt van gestructureerde schema’s.

### Bron vermelding
- Trainingsschema.nl – kennisplatform op het gebied van krachttraining en trainingsopbouw.
- Kenniscentrum Sport & Bewegen – onafhankelijke informatiebron over sporten en gezondheid.